# Sonata cho Dương cầm số 8 (Beethoven)
Sonata cho Dương cầm số 8 Op.13 cung Đô thứ (tiếng Anh: Pathetique sonate) là một trong những tác phẩm xuất sắc nhất của nhạc sĩ người Đức Ludwig van Beethoven.
Tác phẩm này được viết vào năm 1798 và xuất bản năm 1799, tặng cho Karl von Lichnowsky , được Beethoven xem là một trong những người bạn và nhà đỡ đầu trung thành nhất .

## Cấu trúc
Tác phẩm bao gồm 3 chuơng, với tổng thời gian biểu diễn toàn bộ ba chuơng là 18 đến 20 phút.
1. Grave – Allegro di molto e con brio
2. Adagio cantabile
3. Rondo: Allegro